# Висмута трикалия дицитрат
Ви́смута трика́лия дицитра́т — коллоидный субцитрат висмута (INN: Bismuth subcitrate), образующий в кислой среде защитную плёнку на поверхности эрозий и язв. Стимулируя образование простагландина Е2, увеличивает выработку защитной слизи. Угнетает развитие Helicobacter pylori. Лекарственное средство, используемое в терапии язвенной болезни желудка и двенадцатиперстной кишки.

## Фармакокинетика
Висмута субцитрат практически не всасывается из желудочно-кишечного тракта. Выводится преимущественно с калом (приобретающим тёмную, почти чёрную окраску). Незначительное количество висмута, поступившее в плазму, выводится из организма почками.

## Показания
- Язвенная болезнь желудка и двенадцатиперстной кишки в фазе обострения (в том числе ассоциированная с Helicobacter pylori);
- хронический гастрит и гастродуоденит в фазе обострения (в том числе ассоциированный с Helicobacter pylori);
- синдром раздражённого кишечника, протекающий преимущественно с симптомами диареи;
- функциональная диспепсия, не связанная с органическими заболеваниями желудочно-кишечного тракта.

## Противопоказания
Повышенная чувствительность к висмута трикалия дицитрату, выраженное нарушение функции почек, беременность, период лактации.
Описание взято из аннотации препарата